# Paul Pogge
Pour les articles homonymes, voir Pogge.

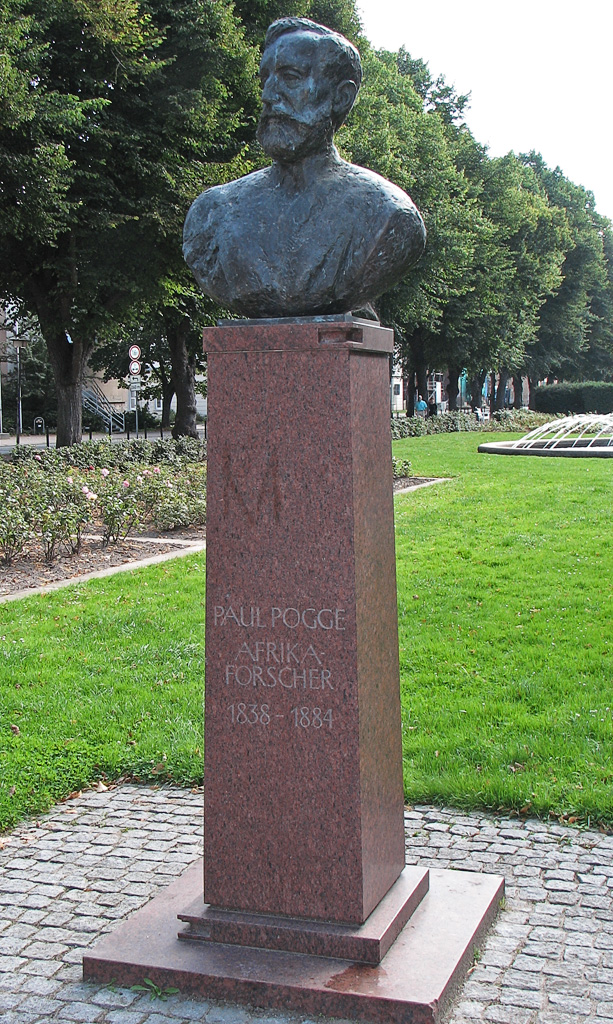
Buste de Paul Pogge à Rostock.

Paul Friedrich Johann Moritz Pogge est un explorateur allemand, né le 24 décembre 1838 et mort le 16 ou le 17 mars 1884 à Luanda.

## Biographie
Pogge appartient à une ancienne famille de propriétaires terriens du Mecklembourg et dont le grand-père Carl Pogge (de) fut à l'origine de réformes agraires. Paul Pogge est le cadet d'une famille de dix enfants dont le père, Friedrich Pogge (de), est un grand propriétaire terrien. Sa mère, née Bresien (1806-1865), en est l'épouse en secondes noces. Paul Pogge étudie d'abord auprès de précepteurs à demeure, puis il entreprend des études de droit à Berlin, Heidelberg et Munich. Il devient doctor juris en 1860, à la suite de quoi il s'occupe de la propriété familiale.
Paul Pogge fait un premier voyage en 1865-1866 en Afrique du Sud (province du Cap et Natal) dont le but principal est la chasse. Il visite aussi l'île de La Réunion et l'île Maurice.
Il entreprend ensuite deux expéditions en Afrique centrale, dans le sud du bassin du fleuve Congo, une de 1874 et 1876 (où il est accompagné d'Alexander von Homeyer qui rentre en 1875 pour raisons de santé, puis d'Anton Lux (de)). Ils atteignent Moussoumba en décembre 1875. En avril 1876, il est en Angola et rentre en Allemagne. La seconde expédition a lieu de 1880 à 1884. Durant celle-ci, il est accompagné par Hermann von Wissmann (1853-1905).

## Quelques œuvres
- Im Reich des Muata Jamwo, Berlin, 1880
- Unter deutscher Flagge quer durch Afrika von West nach Ost, 1880–83 ausgeführt von Paul Pogge und Hermann von Wissmann, Berlin, 1889.